# Scambus strobilorum
Scambus strobilorum là một loài tò vò trong họ Ichneumonidae.